# Тьягу Феррейра
Тьягу Феррейра (порт. Tiago Ferreira, нар. 16 квітня 1975, Торреш-Ведраш) — колишній португальський футболіст, воротар. 
Більшу частину кар'єри провів у «Спортінгу», де здебільшого був резервним голкіпером.

## Ігрова кар'єра
У дорослому футболі дебютував 1993 року виступами за команду «Лоурінаненсі», вихованцем якої і є. Всього в рідній команді провів два сезони, взявши участь у 28 матчах чемпіонату.
1995 року перейшов у столичний «Спортінг», де став дублером бельгійця Філіпа де Вільде і лише після його уходу у сезоні 1998/99 Тьягу став основним воротарем, зігравши у 28 матчах Прімейри. Після того як влітку 1999 року лісабонці придбали данського ворортаря Петера Шмейхеля, Тьягу Феррейра був відданий в оренду в «Ештрелу», де провів два сезони, поки данець не покинув «левів». За цей час Тьягу провів за клуб з Амадори 52 матчі в національному чемпіонаті.
Після повернення в «Спортінг» Тьягу Феррейра протягом двох сезонів нарівних боровся за місце першого воротаря зі збірником і учасником чемпіонату світу Нелсоном Перейрою, проте після того як влітку 2003 року до команди прийшов основний воротар збірної Рікарду Перейра, Тьягу і Нелсон стали дублерами. Навіть після того як 2006 року команду покинув Нелсон, а 2007 і Рікарду, Тьягу Феррейра продовжив бути резервним воротарем, програвши конкуренцію молодому Рую Патрісіу і залишився другим або третім голкіпером аж до завершення ігрової кар'єри в червні 2012 року в віці 37 років. Всього за 15 сезонів у «Спортінгу» провів за команду 128 матчів в усіх турнірах і став чемпіоном Португалії, а також по три рази вигравав Кубок і Суперкубок Португалії, хоча в більшості вирішальних матчів залишався на лаві запасних.
Після завершення виступів став тренером воротарів «Спортінга».

## Титули і досягнення
- Чемпіон Португалії (1):

«Спортінг»: 2001-02
- Володар Кубка Португалії (4):

«Спортінг»: 1994-95, 2001-02, 2006-07, 2007-08
- Володар Суперкубка Португалії (4):

«Спортінг»: 1995, 2002, 2007, 2008